# 히요시타이샤

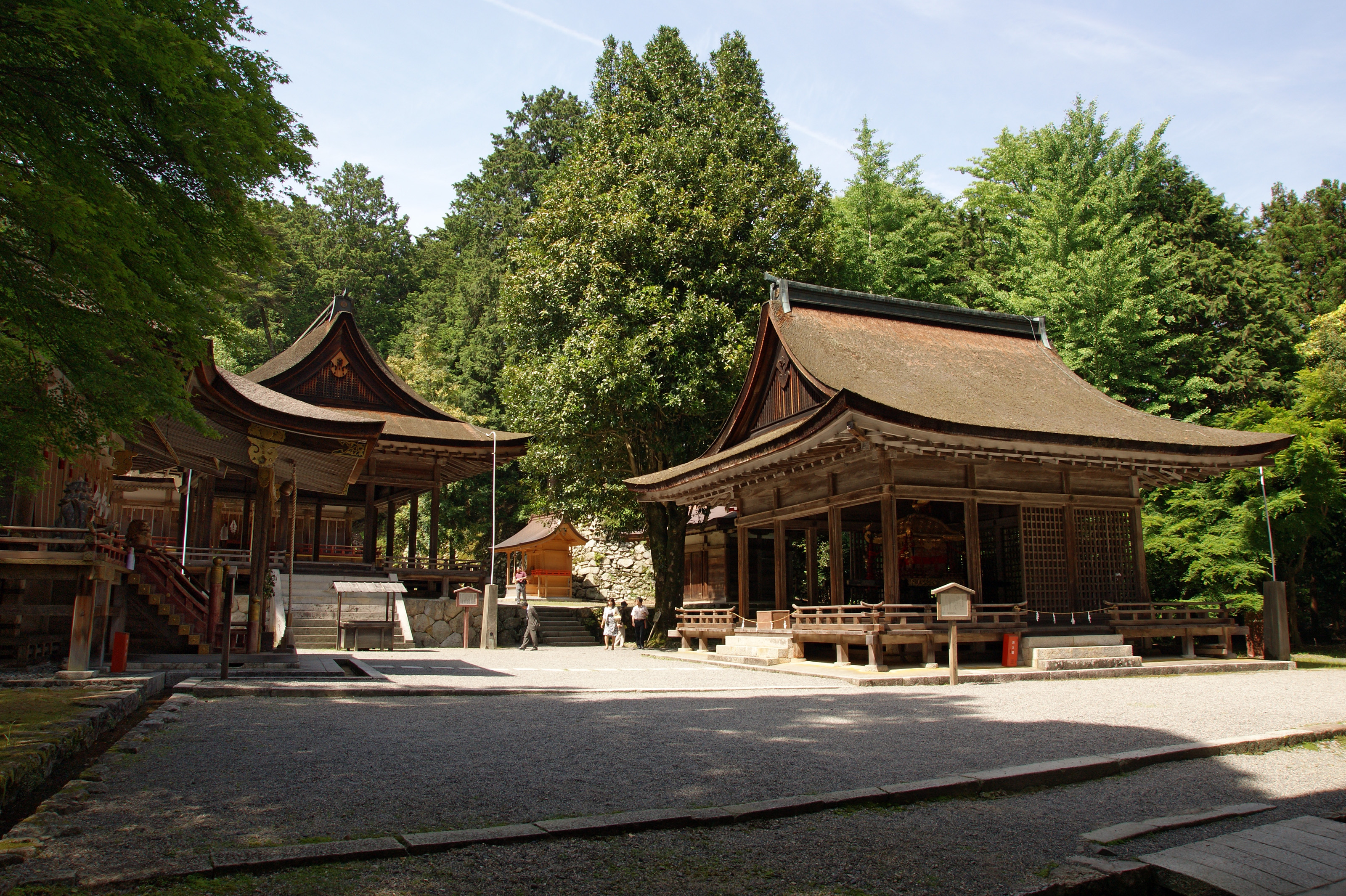
히가시 본궁(東本宮)

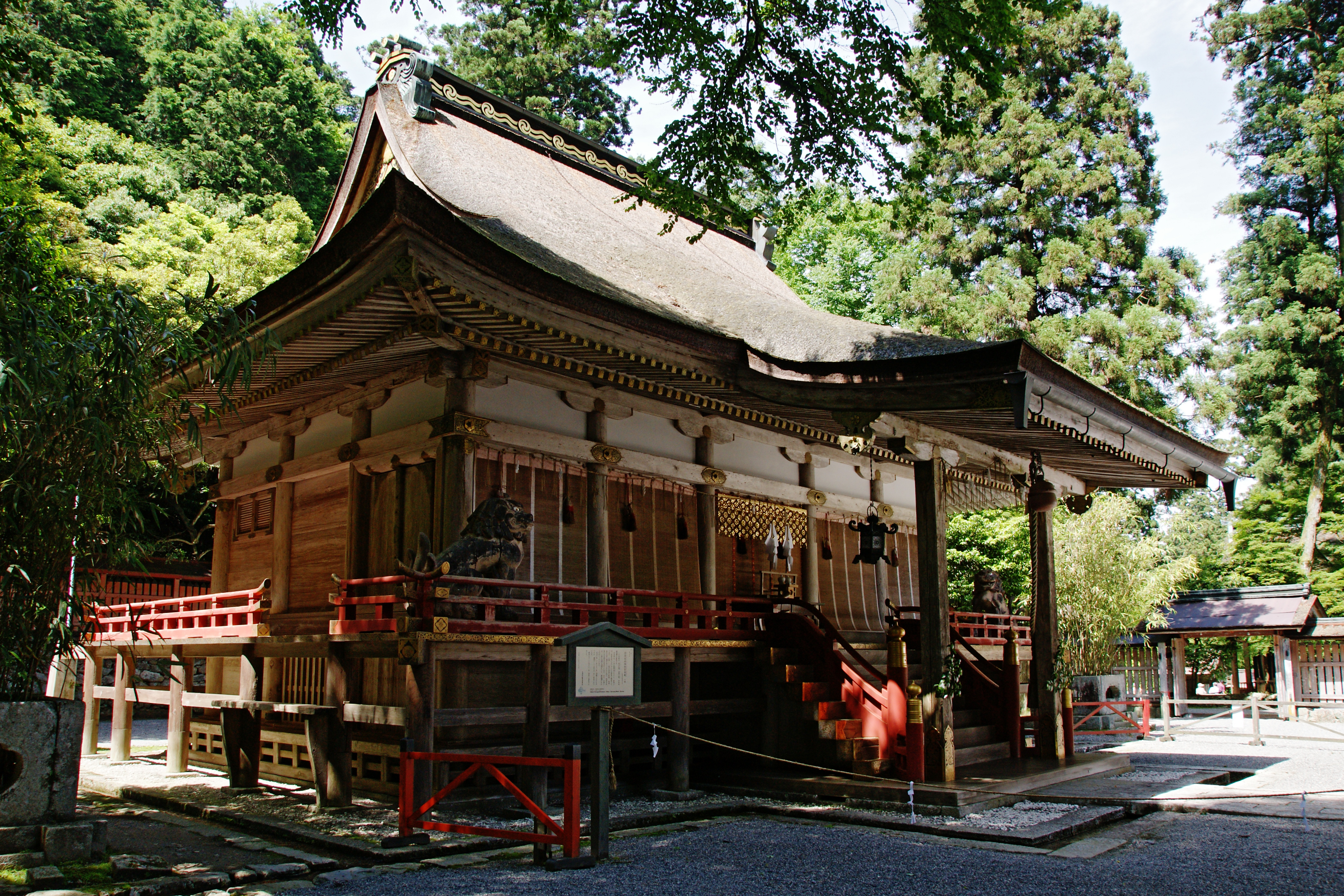
니시 본궁(西本宮) 본전

히요시타이샤(日吉大社)는 일본 시가현 오쓰시에 위치한 신사이다.

## 역사
히요시타이샤는 8세기에 쓰여진 고지키에 처음 기록되어있다. 중세 시대에 엔랴쿠지는 몇몇 불교 요소를 포함한 신사의 영향을 받았다.
신사 건물은 1571년에 오다 노부나가가 엔랴쿠지를 파괴하면서 전소되었다. 현재의 건물은 16세기 후반에 지어진 것이다.

## 갤러리

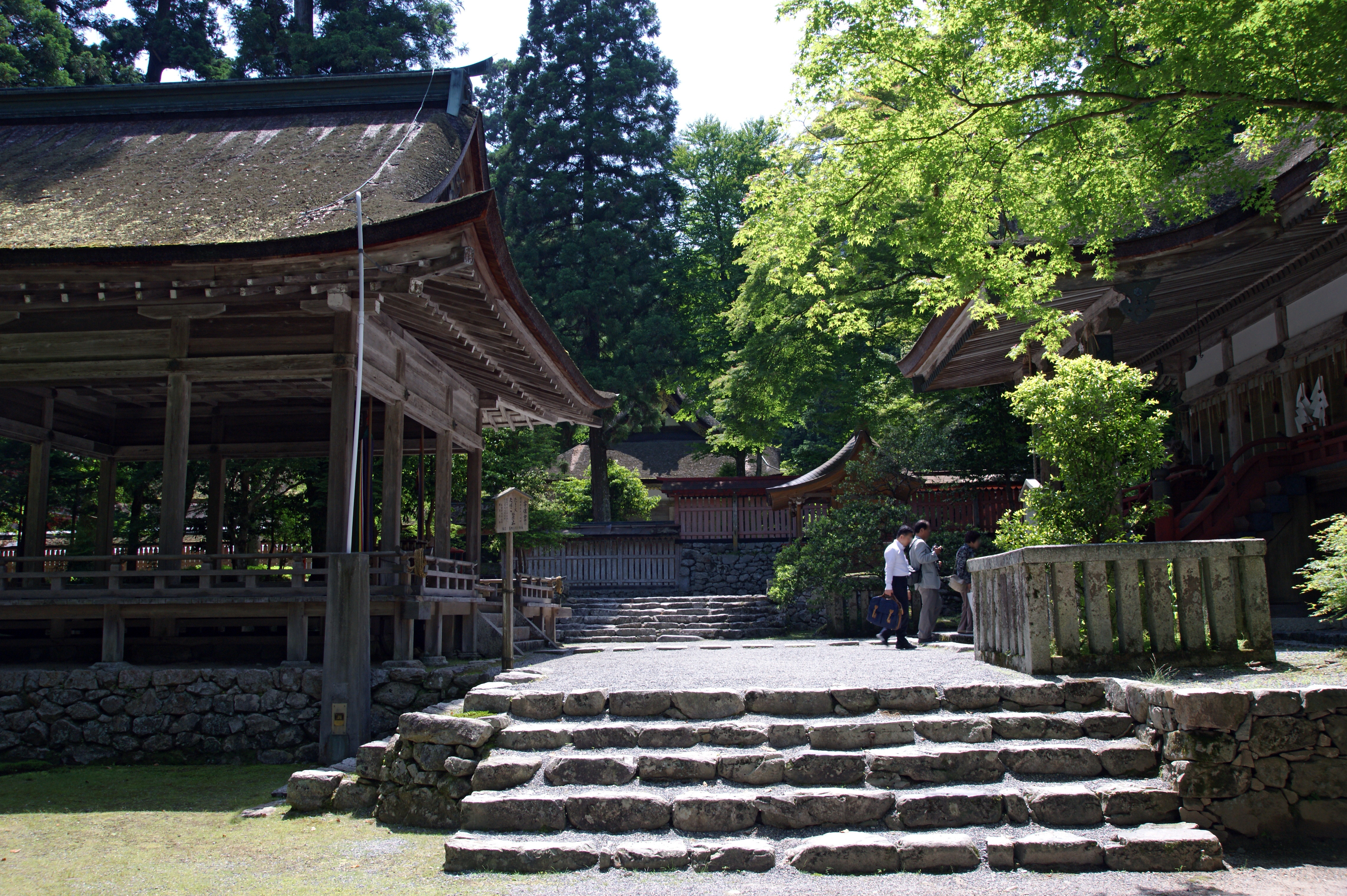
우사 궁(宇佐宮)
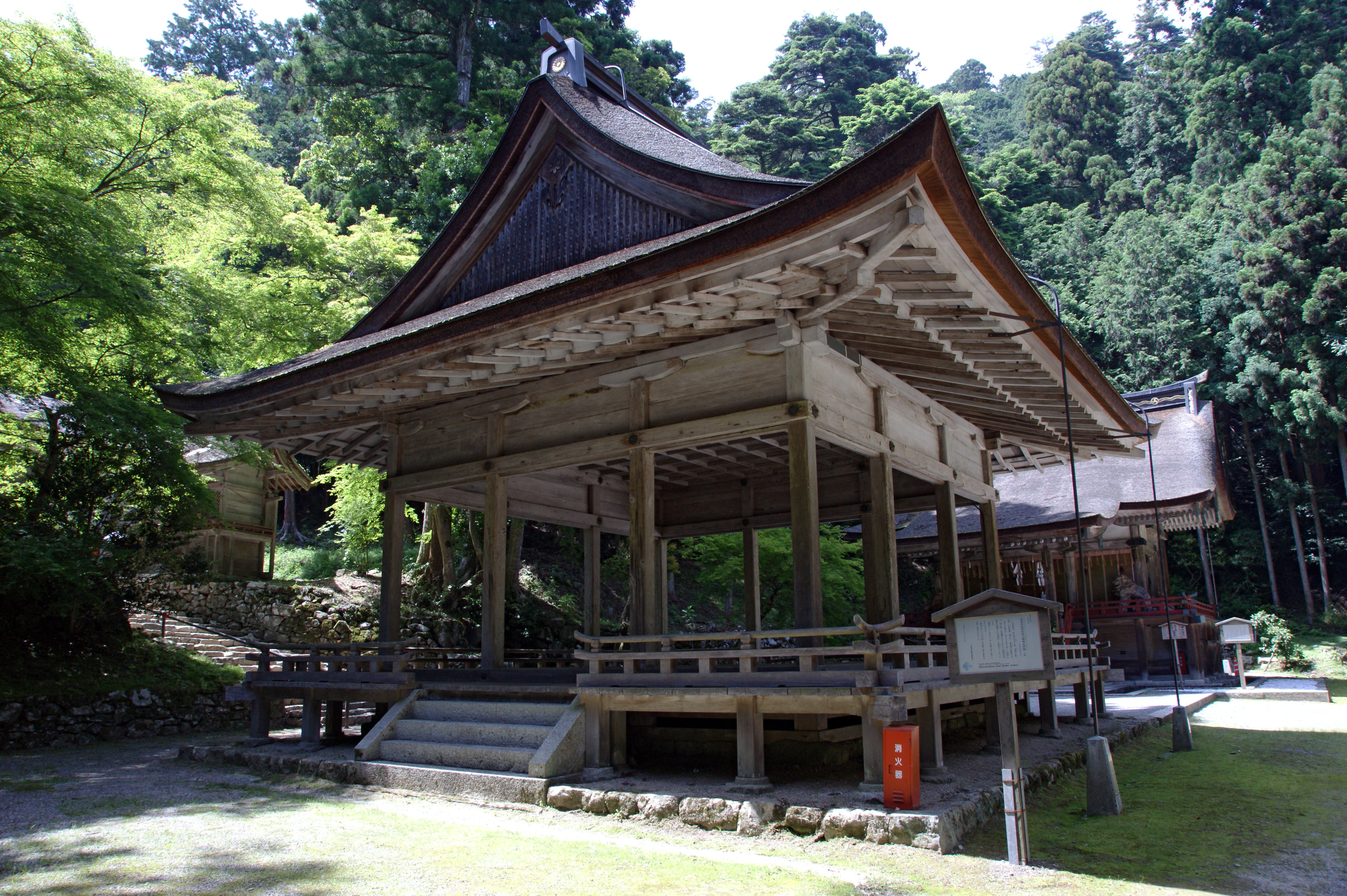
시라야마히메 신사
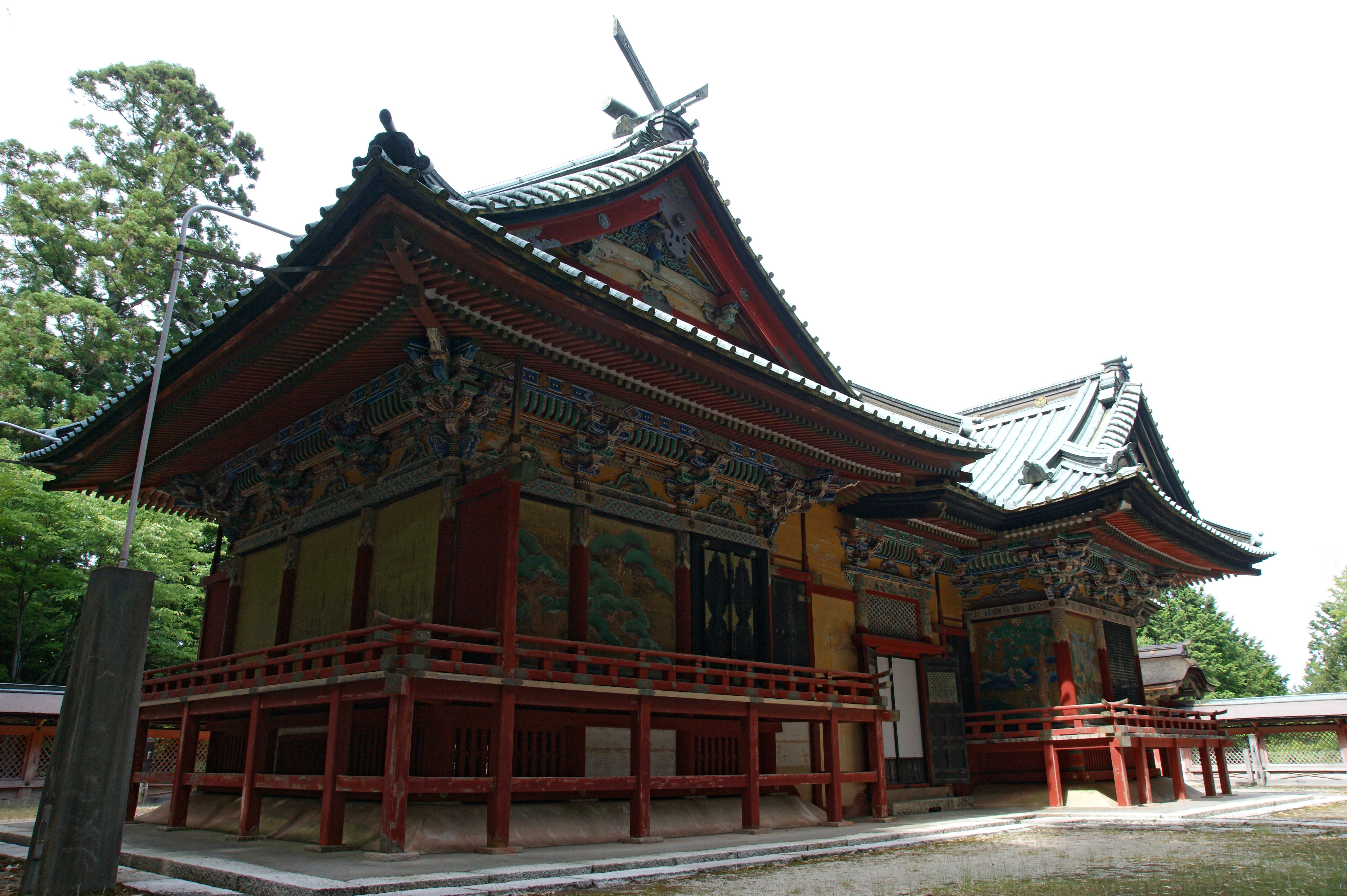
히요시 동조궁
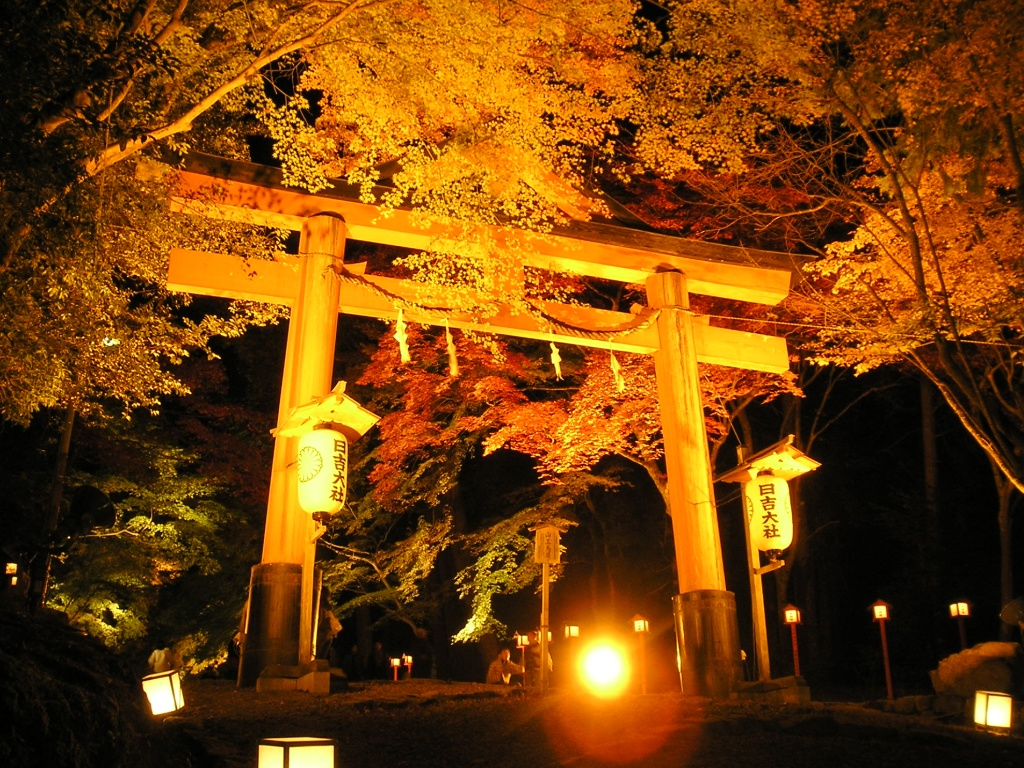
단풍 축제의 도리